# 珠三角環状高速道路
珠三角環状高速道路 （中国語: 珠三角环线高速）は、中華人民共和国の高速道路。広東省、香港、マカオの珠江デルタ地域を環状に繋ぐ構想がある。正式名称は珠江デルタ地区環状高速道路（中国語: 珠江三角洲地区环线高速公路）。路線番号はG94が割り振られている。全線供用後の総路線長は456kmとなる見通しである。

現在は、珠海市と三水区を結ぶ区間、及び増城区と深圳市を結ぶ区間のみが供用を開始しているが、これらは全て広東省内に位置する。
同高速道路は深圳市の梅観高速道路と北環大道が終点であるが、この地点は香港と中国本土の境界からは近くない。自動車で香港に入境する場合、皇崗路を南下して皇崗口岸出入境検査場まで向かう必要がある。香港・中国本土境界まで直接高速道路を繋げる計画は存在しない。
香港においては、高速道路を隣接する深圳との境界まで延伸する計画は存在しない。香港は同都市独自の高速道路網を有しており、計画に参入する必要性が乏しい。同様に、マカオも計画に参入する必要がないため、香港・マカオ間が実際に高速道路によって結ばれるかは不明である。
この高速道路は香港からマカオ、珠海まで港珠澳大橋を利用している。